# Chroodiscus australis
Chroodiscus australis är en lavart som beskrevs av Kantvilas & Vezda 2000. Chroodiscus australis ingår i släktet Chroodiscus och familjen Thelotremataceae.   Inga underarter finns listade i Catalogue of Life.